# STS-123
STS-123 foi uma missão da NASA com o ônibus espacial Endeavour dando continuidade a construção da Estação Espacial Internacional, sendo a 25ª missão para a estação e o 122.º voo de um Ônibus Espacial, também denominada como missão 1J/A para montagem da estação. A data originalmente prevista para o lançamento era 14 de Fevereiro de 2008, contudo devido aos sucessivos adiamentos da missão STS-122, o lançamento somente ocorreu em 11 de Março de 2008.

## Tripulação
| Posição                  | Astronauta       | Duração         | Pousou na |
| ------------------------ | ---------------- | --------------- | --------- |
| Comandante               | Dominic Gorie    | 15d 18h 10m 52s | STS-123   |
| Piloto                   | Gregory Johnson  | 15d 18h 10m 52s | STS-123   |
| Especialista de missão 1 | Robert Behnken   | 15d 18h 10m 52s | STS-123   |
| Especialista de missão 2 | Michael Foreman  | 15d 18h 10m 52s | STS-123   |
| Especialista de missão 3 | Richard Linnehan | 15d 18h 10m 52s | STS-123   |
| Especialista de missão 4 | Takao Doi        | 15d 18h 10m 52s | STS-123   |
| Engenheiro de voo        | Garrett Reisman  | 95d 08h 47m 03s | STS-124   |

### Trazido da ISS
| Posição           | Astronauta      | Duração         | Lançou na |
| ----------------- | --------------- | --------------- | --------- |
| Engenheiro de voo | Léopold Eyharts | 48d 04h 53m 36s | STS-122   |

## Parâmetros da missão
- Massa:TBD
  - Decolagem:
  - Aterrissagem:
  - Carga:
- Perigeu: 90 milhas náuticas
- Apogeu: 140 milhas náuticas
- Inclinação: 51.6º
- Período: 91,6 minutos

## Objetivos
Continuar a construção da Estação Espacial Internacional (ISS). Acoplar o Módulo de Experiências e Logística, primeira parte do Laboratório Japonês Kibo, e ampliar o braço mecãnico da ISS com a instalação do Dextre (Special Purpose Dexterous Manipulator) construído no Canadá.
Com a chegada do laboratório japonês, todos os 15 países parceiros no projeto da estação espacial - Estados Unidos, Rússia, Canadá, Japão e 11 integrantes da Agência Espacial Européia - estão representados em órbita.
Trocar parte da tripulação da ISS. O engenheiro de voo Garrett E. Reisman substitui o francês Léopold Eyharts que retorna à Terra.

## Dia a dia
11 de Março - Terça-feira

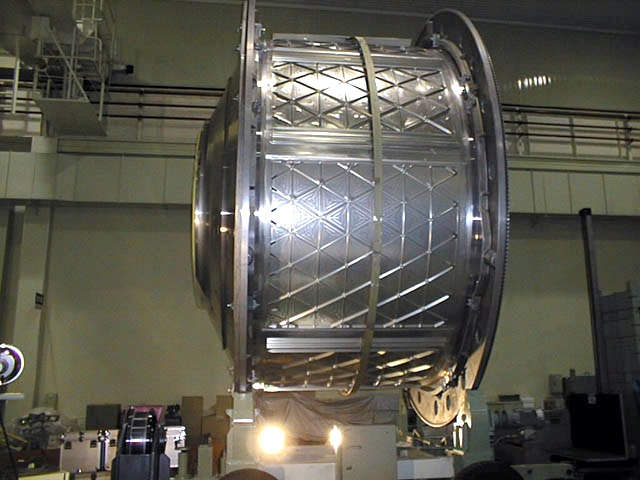
Módulo de Experiências e Logística japonês sendo preparado para o embarque no Endeavour

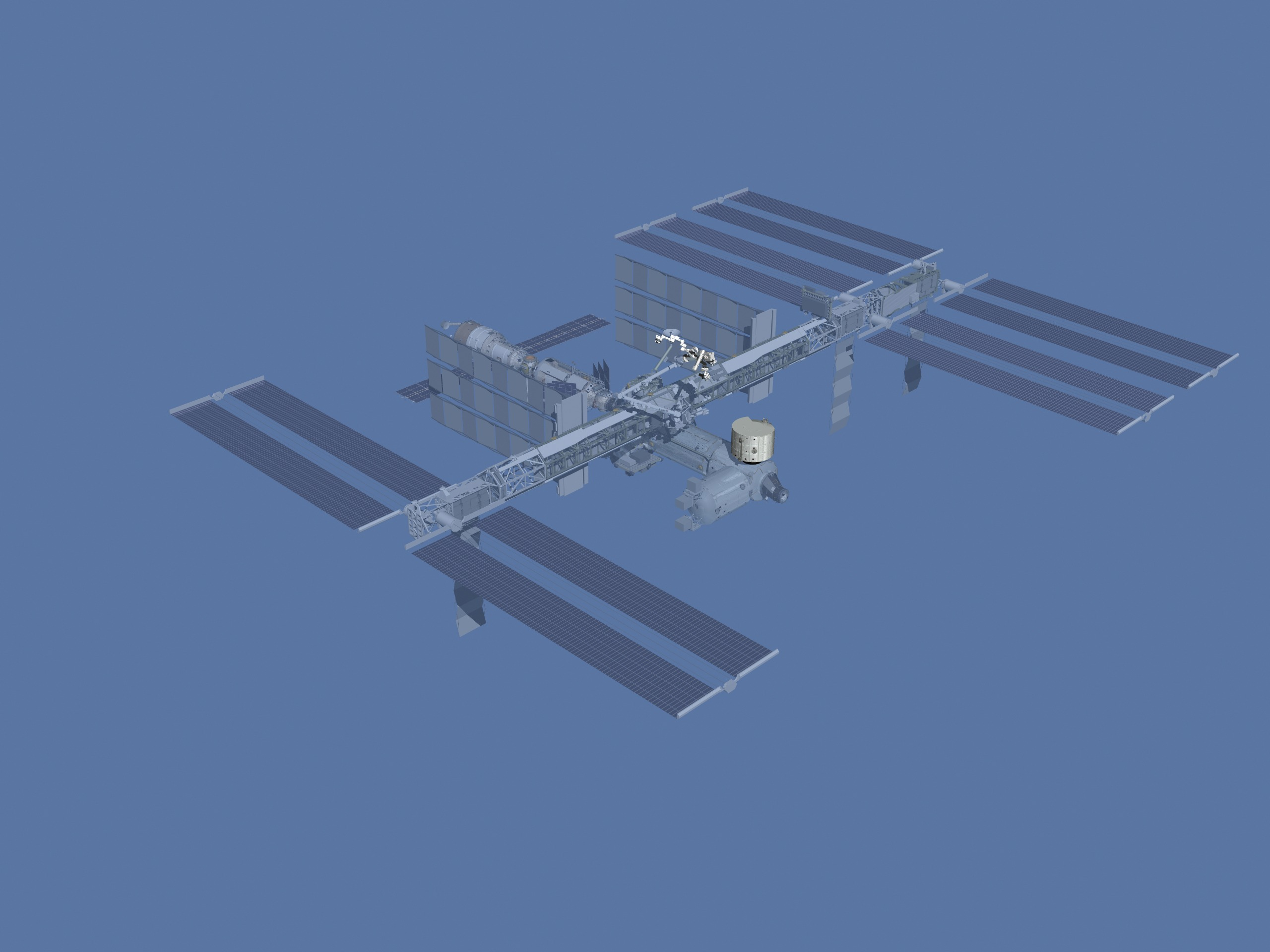
JEM Kibo ELM-PS e DEXTRE instalados na ISS após a STS-123

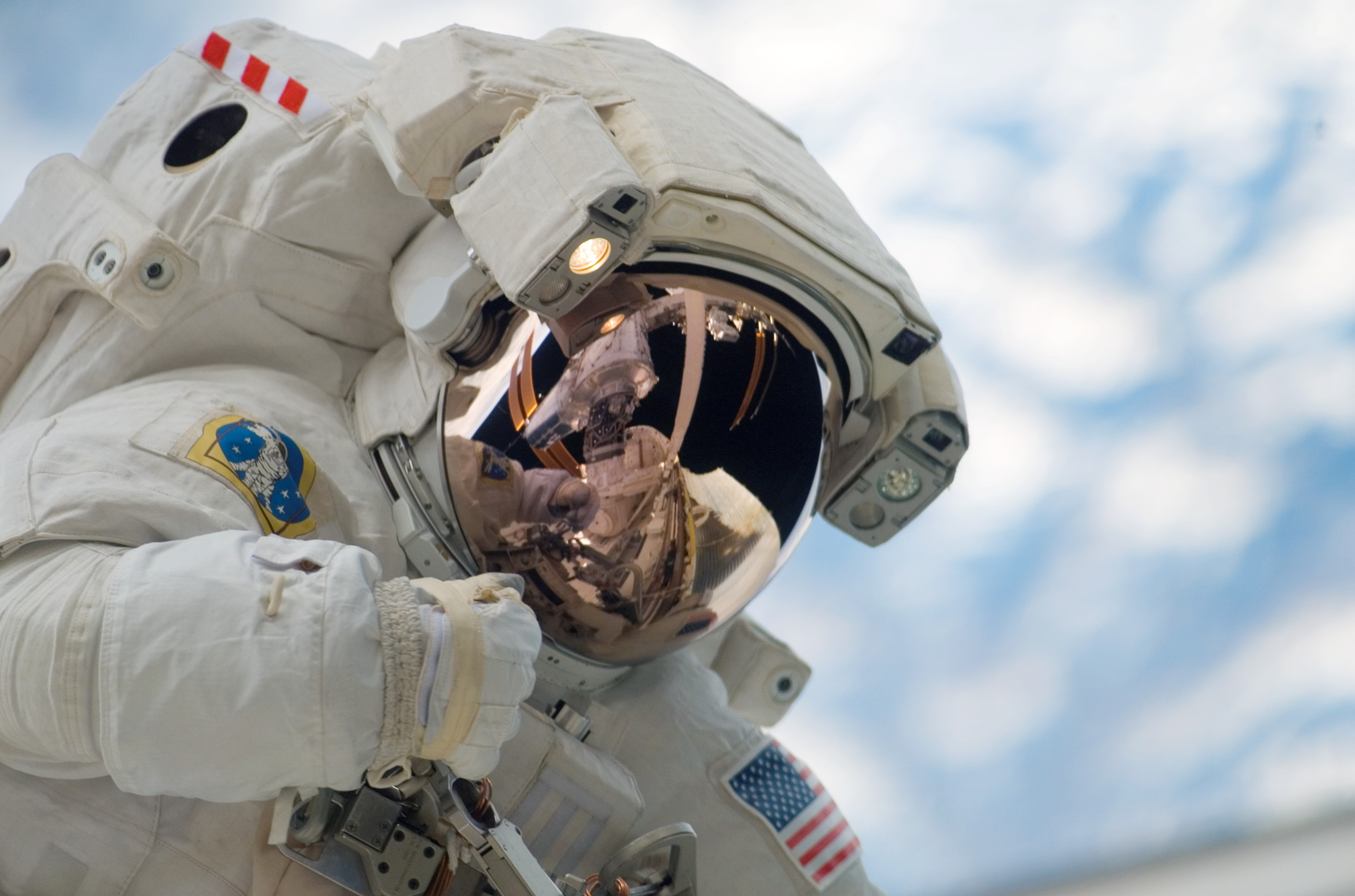
Reisman na 1ª caminha espacial

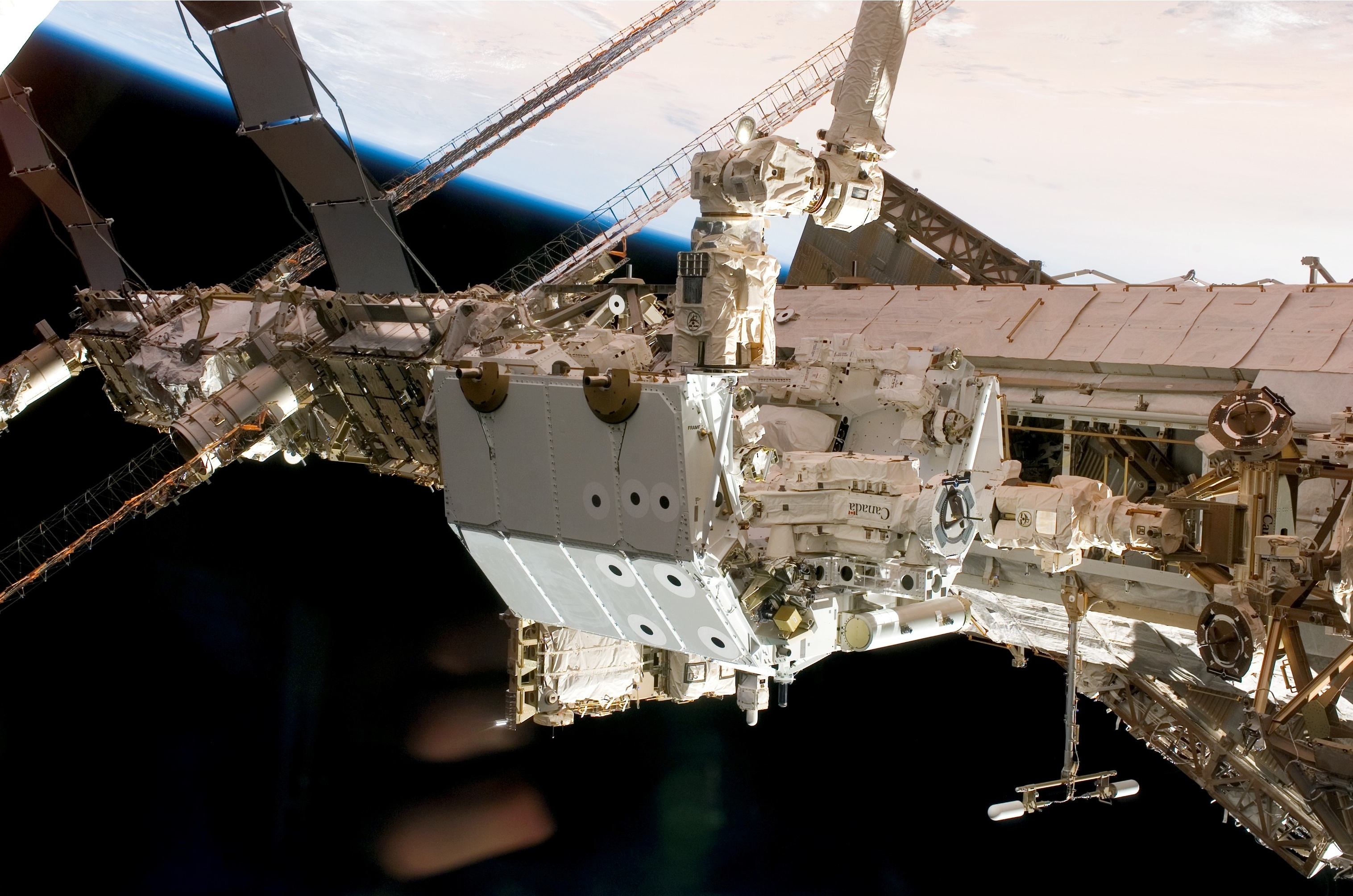
O Dextre armazenado no "Spacelab pallet" provisoriamente acoplado na ISS.

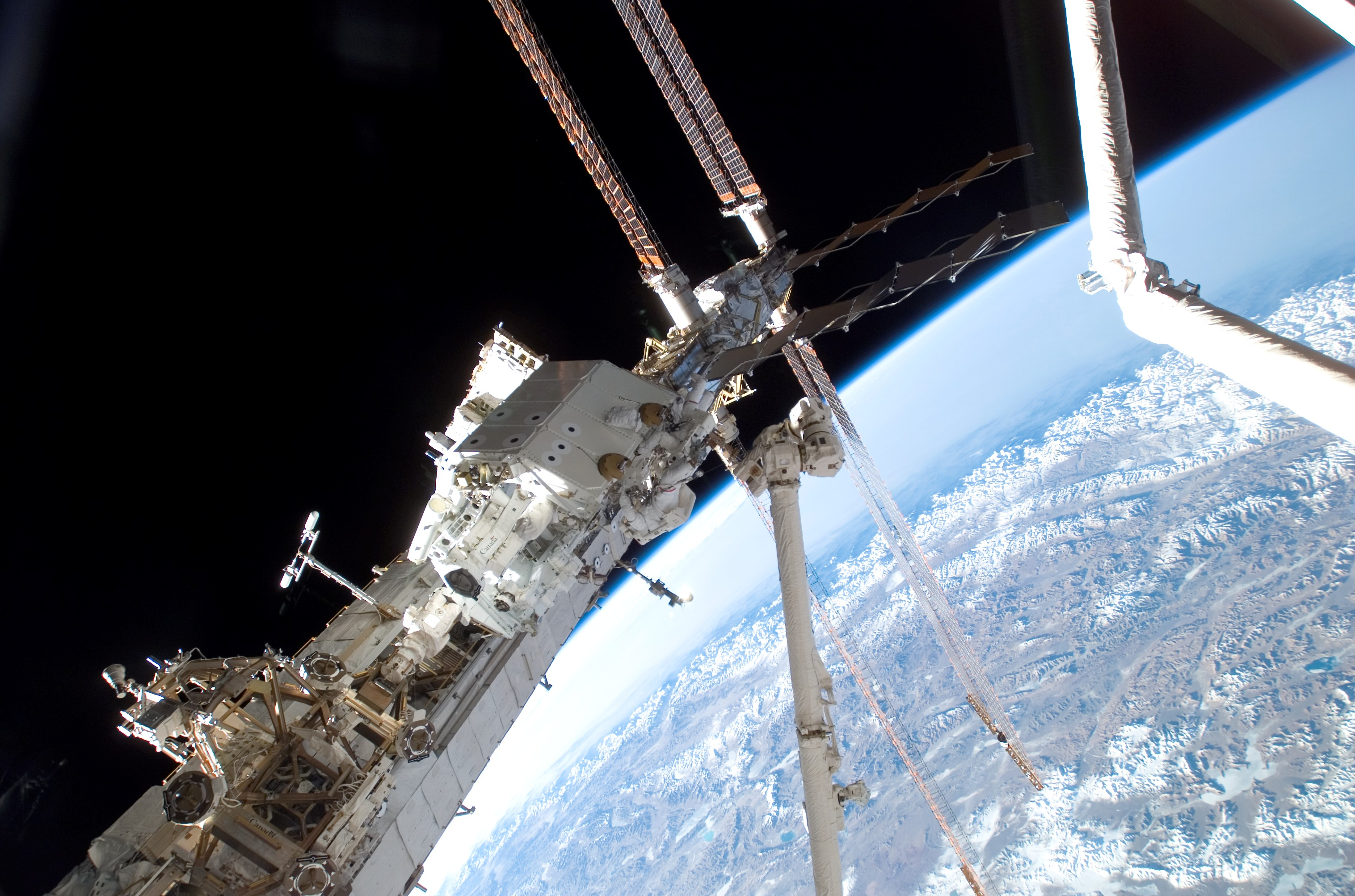
A 2ª caminha espacial

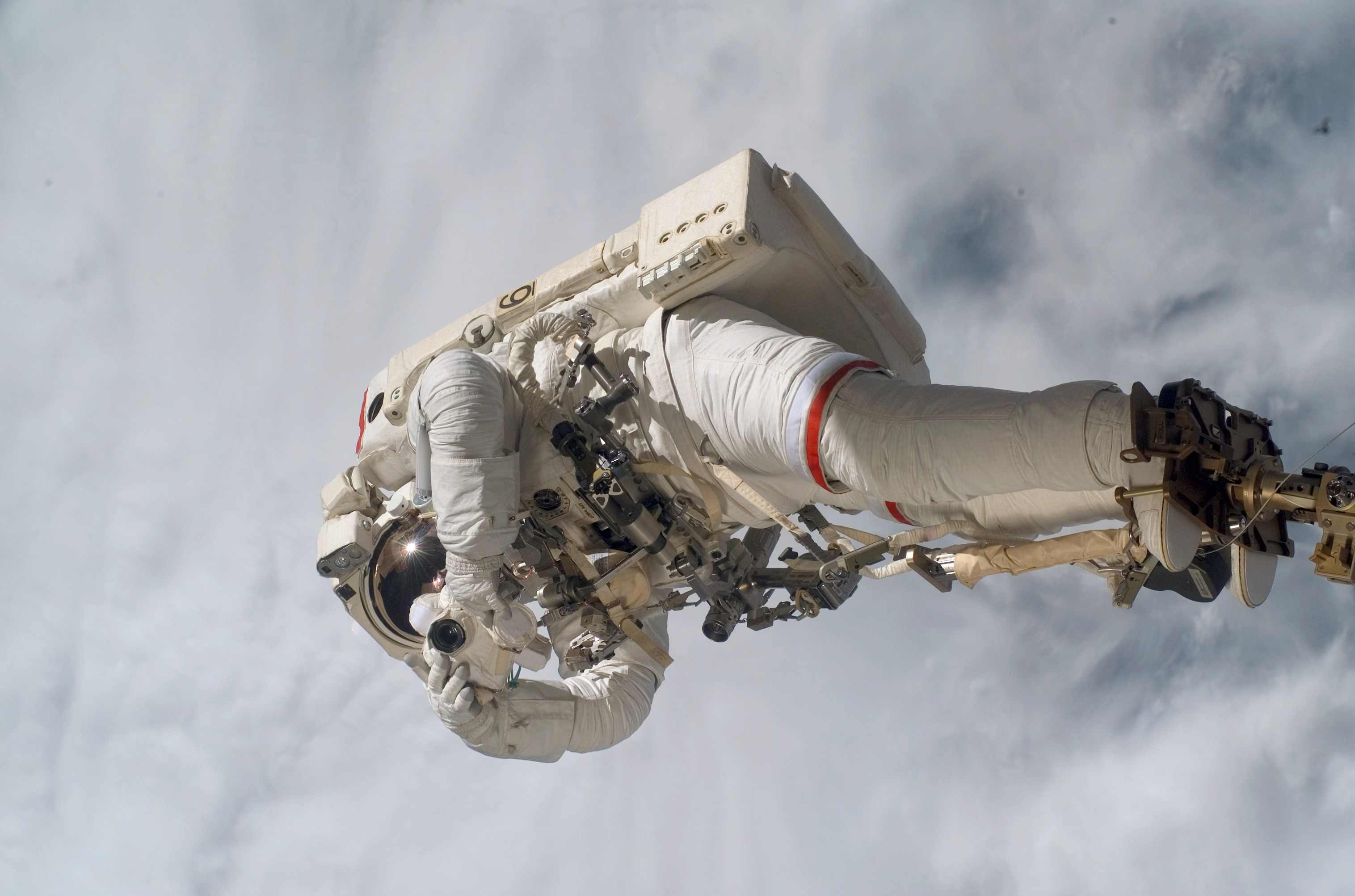
Linnehan na 3ª caminha espacial

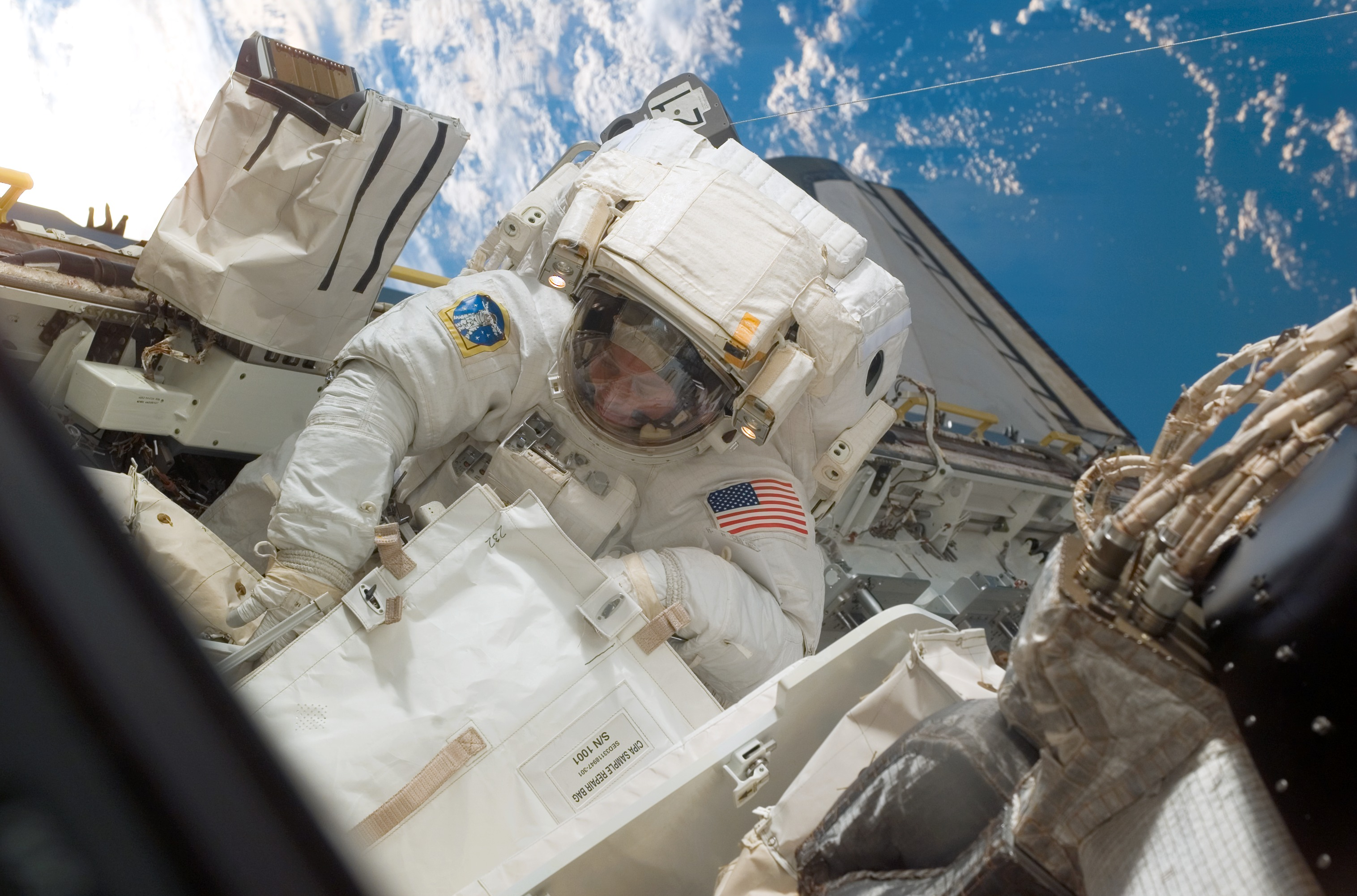
Behnken na 4ª caminha espacial

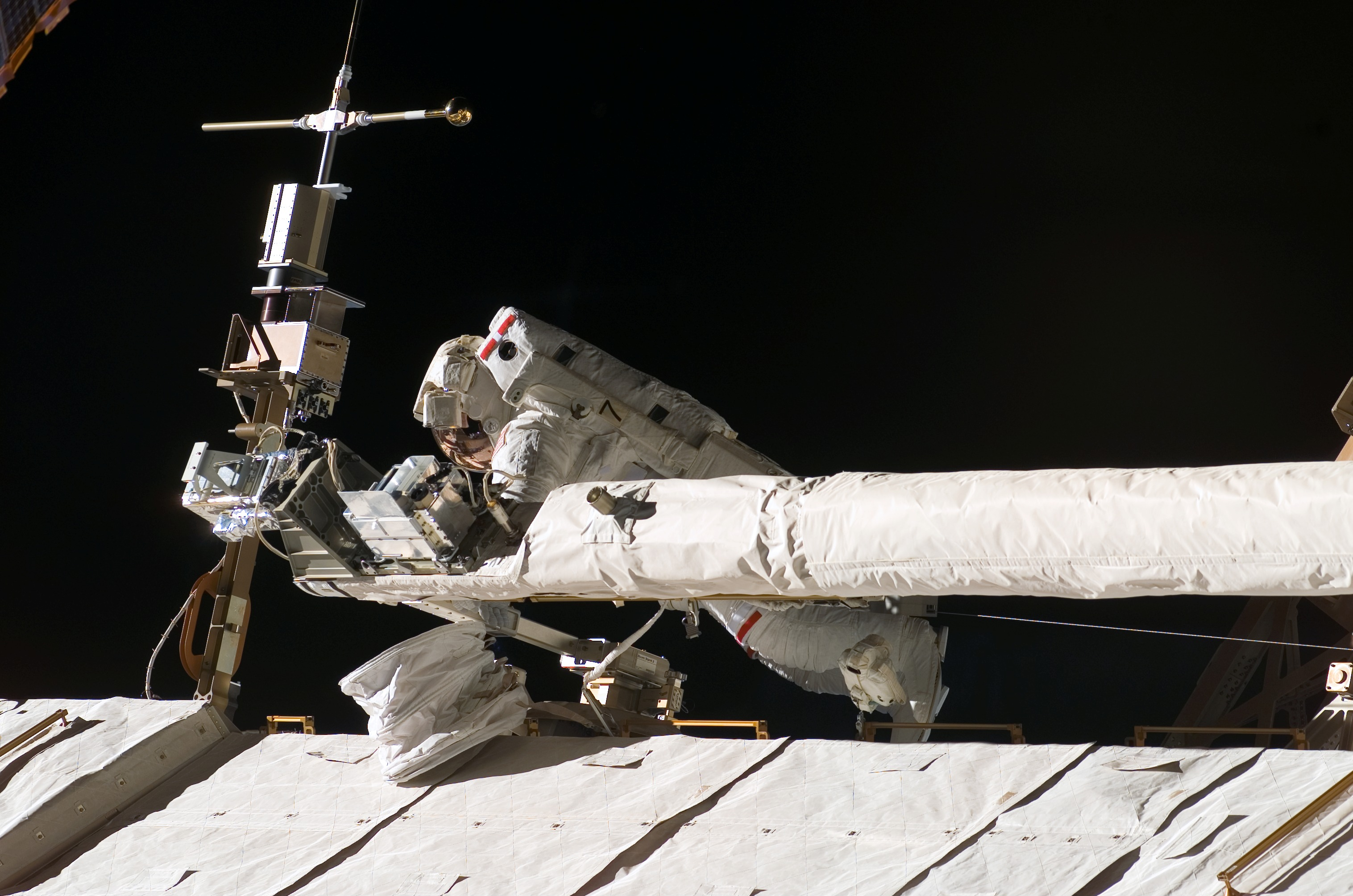
Foreman na 5ª caminha espacial

O ônibus espacial Endeavour foi lançado em direção à Estação Espacial Internacional  
(ISS) às 3h28min14s (hora de Brasília), 06h28 UTC, da Plataforma 39A no Centro Espacial Kennedy em Cabo Canaveral (Flórida). A previsão é que a viagem dure um dia e meio.
"Gostaríamos de dizer konnichiwa e domo arigato (olá e obrigado)", disse o comandante Dominic Gorie pouco depois da decolagem, falando algumas palavras em japonês em homenagem ao país que desempenha grande papel nessa missão. Durante a ascensão, um sistema de refrigeração e instrumentos que monitoram os três motores principais falharam, mas o coordenador da missão, disse que isso não trará problemas.
12 de Março - Quarta-feira
Mesmo depois da Nasa ter dito que destroços ou uma ave podem ter atingido o nariz do Endeavour quando este decolava, a verificação do escudo antitérmico da espaçonave, feita com o braço robótico da nave, equipado com laser e câmeras, não descobriu nenhum dano aparente provocado no lançamento. Especialistas ainda analisarão o vídeo da inspeção a fim de garantir que nenhum dano tenha sido provocado no escudo antitérmico do ônibus espacial.
13 de Março - Quinta-feira
O Endeavour atracou na Estação Espacial Internacional na madrugada de quinta-feira, a manobra de atracação feita pelo comandante Dominic Gorie e o co-piloto Gregory Johnson terminou às 3h49 UTC. Imediatamente após o acoplamento, os sete tripulantes e os três ocupantes da ISS realizaram uma exaustiva revisão das comportas para iniciar as operações conjuntas. Em preparação para a primeira caminhada espacial, Johnson e Behnken acionaram o Canadarm2 com o objetivo de possicionar o Dextre para a futura instalação no braço rotobíco da ISS.
14 de Março - Sexta-feira
Os astronautas Richard Linnehan e Garrett Reisman terminaram hoje com sucesso a primeira caminhada espacial, durante a qual instalaram o primeiro segmento do módulo científico japonês Kibo, que foi acoplado provisoriamente no módulo Harmony até a chegada da missão STS-124, a conclusão acontece às 8h19 UTC depois de 7 horas de trabalho.
Alguns problemas surgiram com o fornecimento de energia elétrica no compartimento que está armazendo o robô Dextre (Spacelab pallet), que causa, principalmente, interrupções no computador, porém nada que possa prejudicar as próximas caminhadas. Os astronautas ativaram também o sistema de câmeras instalado no módulo Harmony, que permite aos astronautas ter uma melhor visão das operações de acoplamento dos módulos ao complexo espacial.
15 de Março - Sábado
Os astronautas Rick Linnehan e Mike Foreman iniciam a segunda caminhada espacial, 23h49 UTC com o objetivo de continuar a montagem do Dextre.
16 de Março - Domingo
Os astronautas Rick Linnehan e Mike Foreman concluiram com sucesso a segunda caminhada espacial, durante a qual continuaram com a montagem do sistema robótico canadense Dextre, incluindo a instalação de seus braços. No total os trabalhos duraram 7 horas e 8 minutos, "Fizeram um trabalho magnífico. Vocês fizeram tudo certo, muito bem, devem estar orgulhosos", disse Steve Robinson, responsável no Centro Espacial em Houston, aos astronautas em seu retorno.
17 de Março - Segunda-feira 
Iniciada a terceira caminhada espacial, os astronautas Richard Linnehan e Robert Behnken, pretendem concluir a instalação do Dextre, bem como a calibração dos instrumentos.
18 de Março - Terça-feira 
Os astronautas Rick Linnehan e Bob Behnken concluíram hoje com sucesso a terceira caminhada espacial, a principal missão foi deixar pronto para funcionamento o sistema robótico canadense Dextre, último elemento do denominado Sistema de Serviço Móvel da ISS. No total a caminhada durou 6 horas e 53 minutos.
19 de Março - Quarta-feira 
Os astronautas fizeram alguns preparativos para mais uma caminhada espacial, na noite de terça e também na manhã desta quarta. O dia foi praticamente de folga e todos aproveitaram para descansar.
20 de Março - Quinta-feira 
Os astronautas preparam uma nova saída ao espaço, destinada a testar uma técnica de reparo da proteção térmica do ônibus Endeavour e para substituir um disjuntor queimado. Será a quarta de cinco saídas programadas.
21 de Março - Sexta-feira 
Robert Behnken e Michael Foreman concluíram com sucesso a quarta caminhada no espaço, eles retornaram à cabina de descompressão a 1h28 de Brasília, cumpriram todas as tarefas programadas. Houve certas dificuldades para retirar um conector elétrico, o objetivo principal foi testar um método de reparação do escudo térmico da nave no qual usaram uma espécie de pistola para aplicar uma solda especial sobre lâminas isolantes danificadas intencionalmente para essa tarefa.
22 de Março - Sábado
O dia foi de preparativos para a 5ª e última caminhada espacial, o inicio ocorreu às 20h34 UTC.
23 de Março - Domingo
Os astronautas Robert Behnken e Michael Foreman concluíram com sucesso a quinta e última caminhada espacial. Eles trabalharam no espaço durante 6 horas e 2 minutos, a missão começou uma hora antes do programado, foram cumpridas todas as tarefas, em particular, a complexa mudança de uma viga de inspeção do Endeavour até a viga boreste da ISS. A viga do ônibus espacial foi deixada na ISS, em virtude de que a próxima missão, a STS-124, irá transportar o módulo janopês Kibo, que em razão de seu tamanho ocupará todo compartimento de carga do orbitador. 
O especialista de missão Rick Linneham coordenou todas as atividades desde o interior do complexo que formam a nave Endeavour e a ISS, com esta saída foi estabelecido um novo recorde de cinco caminhadas para uma nave norte-americana acoplada à ISS. Além disso, a missão do Endeavour, favorecida pelo sistema de transmissão de energia da ISS para o ônibus, pôde ampliar a missão para quase 16 dias, quando o usual são 11 ou 12 dias, com no máximo 3 ou 4 caminhadas.
Os astronautas também verificaram o problema no sistema rotatório dos painéis solares da ISS que estão impedindo que a estação espacial consiga ter o máximo de suprimento de energia possível, fundamental para as futuras ampliações do complexo espacial.
24 de Março - Segunda-feira
o astronauta japonês Takao Doi realizou uma experiência usando um bumerangue, dentro da ISS. O astronauta verificou que apesar do complexo espacial estar em órbita da Terra o bumerangue retornou para a mão de Takao Doi. São finalizados os preparativos para a desacoplagem da Endeavour, prevista para    às 0h00 UTC.     
25 de Março - Terça-feira
O ônibus espacial Endeavour desatracou da Estação Espacial Internacional iniciando o retorno à Terra. O afastamento da ISS se iniciou exatamente às 0h25 UTC, depois de um atraso de meia hora, provocado por um pequeno problema técnico com o mecanismo de rotação de uma antena solar da Estação, a manobra ocorreu a 340 km na vertical do Oceano Índico, sobre a costa noroeste da Austrália.
O Endeavour deve se afastar da ISS a uma distância de aproximadamente 74 km, onde permanecerá por 24 horas, tempo necessário para que sua tripulação inspecione a proteção térmica do bordo de ataque das asas e do nariz, com a ajuda de uma câmera de alta definição e um laser presos à extremidade do braço mecânico da nave. Quando estava a uma distância de 130 metros da ISS, o ônibus espacial a sobrevoou durante cerca de quarenta minutos para filmá-la.
26 de Março - Quarta-feira
São finalizados os preparativos para a conclusão da missão com o  Endeavour. A primeira tentativa de pouso é abortada devido ao mau tempo no Centro Espacial Kennedy.
27 de Março - Quinta-feira
O ônibus espacial Endeavour pousou no Centro Espacial Kennedy às 0h39 UTC, foi o décimo sexto pouso noturno no KSC e o vigésimo segundo pouso noturno no total. Esta missão teve início e final no período noturno.

## Caminhadas espaciais
| Missão | Astronautas                      | Começo (UTC)      | Fim (UTC)         | Duração             | Tarefa                                                                                    |
| ------ | -------------------------------- | ----------------- | ----------------- | ------------------- | ----------------------------------------------------------------------------------------- |
| EVA1   | Richard Linnehan Garrett Reisman | 14 de Março 01:18 | 14 de Março 08:19 | 7 horas, 1 minuto   | Instalar o Módulo de Experiências e Logística ELM-PS e o Dextre                           |
| EVA2   | Linnehan Michael Foreman         | 15 de Março 23:49 | 16 de Março 06:57 | 7 horas, 8 minutos  | Continuar a instalação do Dextre                                                          |
| EVA3   | Linnehan Robert Behnken          | 17 de Março 22:51 | 18 de Março 05:44 | 6 horas, 53 minutos | Finalizar a instalação do Dextre                                                          |
| EVA4   | Behnken Foreman                  | 20 de Março 22:04 | 21 de Março 04:28 | 6 horas, 24 minutos | Substituir Módulo Remote Power Control e testar material para reparos da proteção térmica |
| EVA5   | Behnken Foreman                  | 22 de Março 20:34 | 23 de Março 02:36 | 6 horas, 2 minutos  | Armazenamento do Shuttle Orbiter Boom Sensor System                                       |

## Hora de acordar
No que se tornou uma tradição nas missões espaciais, é tocada uma música no começo de cada dia, escolhida especialmente por terem uma ligação com algum tripulante ou mesmo com a situação de momento.
- Dia 2: Linus and Lucy de Vince Guaraldi, tocada para Michael Foreman. WAV MP3
- Dia 3: Música tema do filme Godzilla vs. SpaceGodzilla e a música Godzilla (do álbum Spectres) de Blue Öyster Cult, tocada para Takao Doi. WAV MP3
- Dia 4: Saturday Night de Bay City Rollers, tocada para Garrett Reisman. WAV MP3
- Dia 5: "Turn! Turn! Turn!" de The Byrds, tocada para Richard Linnehan. WAV MP3
- Dia 6: "We're Going to Be Friends" de The White Stripes, tocada para Robert Behnken. WAV MP3
- Dia 7: "God of Wonders" de Caedmon's Call, tocada para Dominic Gorie. WAV MP3
- Dia 8: "Sharing the World" de Gregory H. Johnson’s brother, tocada para Gregory Johnson. WAV MP3
- Dia 9: "Hoshi Tsumugi no Uta" (星つむぎの歌 ), de Ayaka Hirahara, tocada para Takao Doi. WAVMP3
- Dia 10: "Burning Love" de Elvis Presley, tocada para Michael Foreman. WAV MP3
- Dia 11: "Blue Sky" de Big Head Todd and the Monsters, tocada para Richard Linnehan. WAV MP3
- Dia 12: "Enter Sandman" do Metallica, tocada para Robert Behnken. WAV MP3
- Dia 13: "I Loved Her First" do Heartland, tocada para Dominic Gorie. WAV MP3
- Dia 14: "I am Free" (Newsboys som) do the Praise Team at Michael Foreman's church, tocada para Michael Foreman. WAV MP3
- Dia 15: "Furusato" de Yuko Doi, tocada para Takao Doi. WAV MP3
- Dia 16: "Con te partirò" cantado por Andrea Bocelli, tocado para Léopold Eyharts. WAV MP3
- Dia 17: "Drops of Jupiter" da banda Train, tocada para Gregory Johnson. WAV MP3